# Deutsch-Katalanische Gesellschaft
Deutsch-Katalanische Gesellschaft (Associació Germano-Catalana, DKG) és una associació cultural alemanya que es va reunir per primera vegada el 15 d'octubre de 1983 a Karlsruhe, abans de celebrar la reunió fundacional el 17 de novembre de 1987 a Frankfurt del Main. El fundador fou Tilbert Dídac Stegmann amb la finalitat de donar a conèixer la cultura catalana a Alemanya i la cultura alemanya a Catalunya. Arribà a tenir 800 membres i al principi té com a presidents d'honor els filòlegs Francesc de Borja Moll, Ramon Aramon i Serra, Antoni Badia i Margarit entre d'altres d'alemanys.
Edita la Zeitschrift für Katalanistik (Revista d'Estudis Catalans). El febrer de 1992 va obtenir el Premi Ramon Llull i el setembre de 1994 es va fer càrrec de l'organització del desè Col·loqui Internacional de l'Associació Internacional de Llengua i Literatura Catalanes (AILLC) a Frankfurt del Main. Des del 1983 fins al 2007 organitzà 20 Col·loquis Germano-Catalans en 17 ciutats diferents, el darrer a Tubinga, el 2006. Actualment s'anomena Deutscher Katalanistenverband.